# Bothrops colombiensis
Bothrops colombiensis este o specie de șerpi din genul Bothrops, familia Viperidae, descrisă de Hallowell 1845. Conform Catalogue of Life specia Bothrops colombiensis nu are subspecii cunoscute.